# Droitwich Spa
Koordinaten: 52° 16′ N, 2° 9′ W
Droitwich Spa ist eine Stadt in der englischen Grafschaft Worcestershire. Die Stadt liegt im Distrikt Wychavon und zählt 22.600 Einwohner (2001). 

## Geschichte

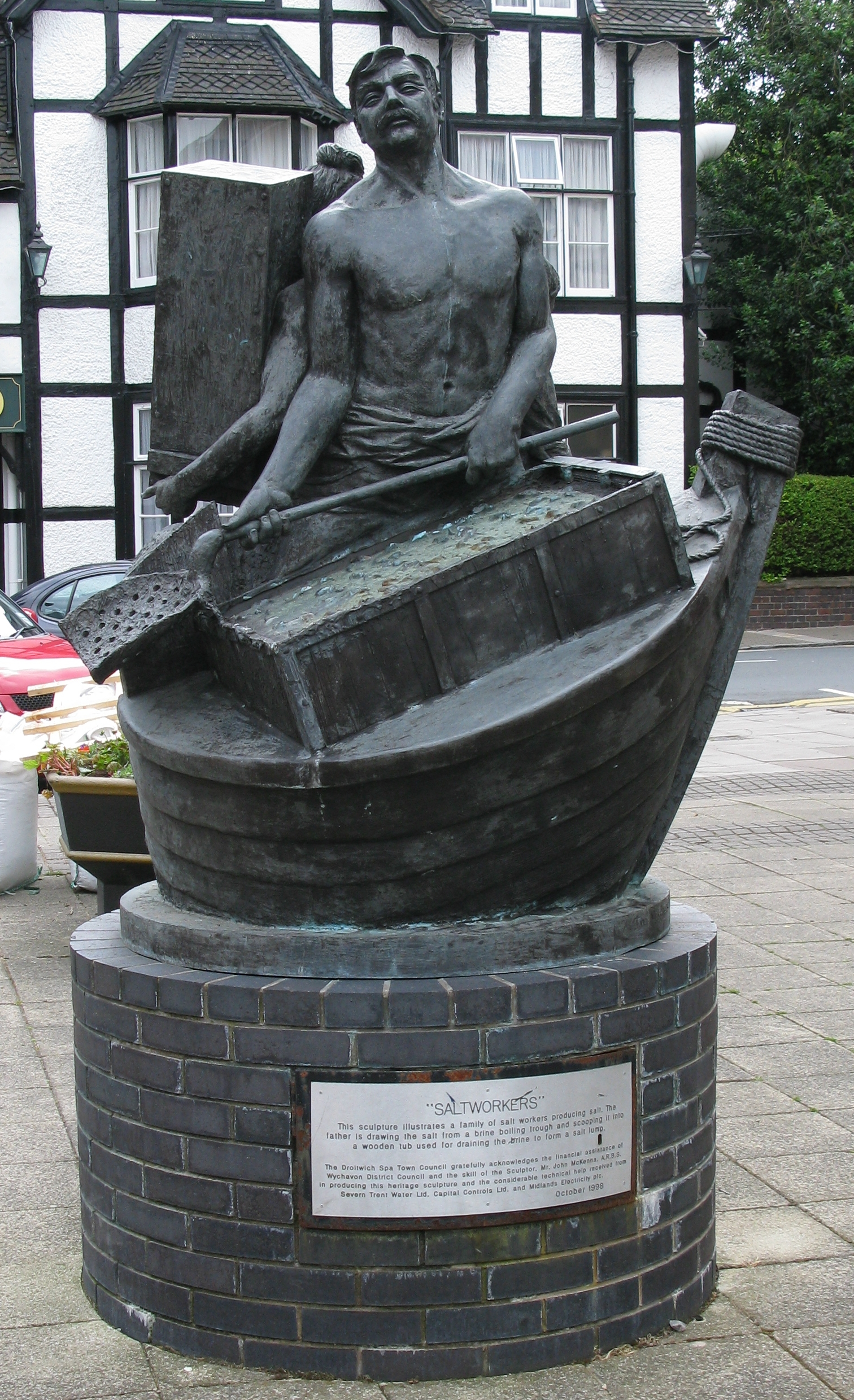
Denkmal eines Salinenarbeiters in Droitwich Spa

Droitwich Spa liegt auf großen Steinsalzvorkommen. Schon in der Römerzeit wurde hier Salz gewonnen und eine römische Gründung Salinae ist hier bezeugt. An Bedeutung gewann der Ort durch den Anschluss an das Eisenbahnnetz der Great Western Railway in der ersten Hälfte des 19. Jahrhunderts. Bis in die 1960er Jahre lag die Bevölkerung stets unter 10.000 Personen. Seither hat sie jedoch stark durch den Zuzug aus der Gegend um Birmingham zugenommen.

## Sehenswürdigkeiten

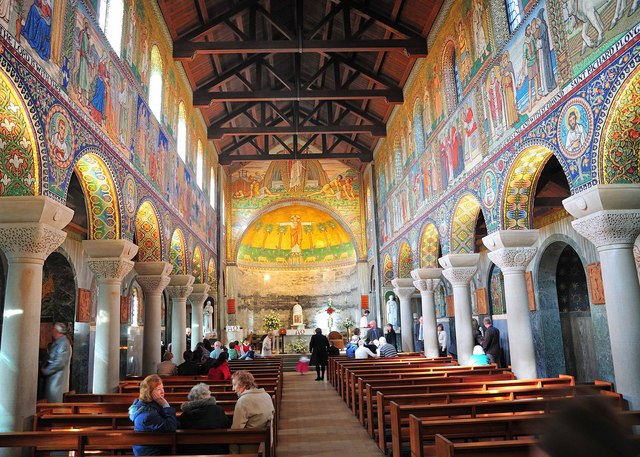
Innenraum der Church of the Sacred Heart and St Catherine of Alexandria

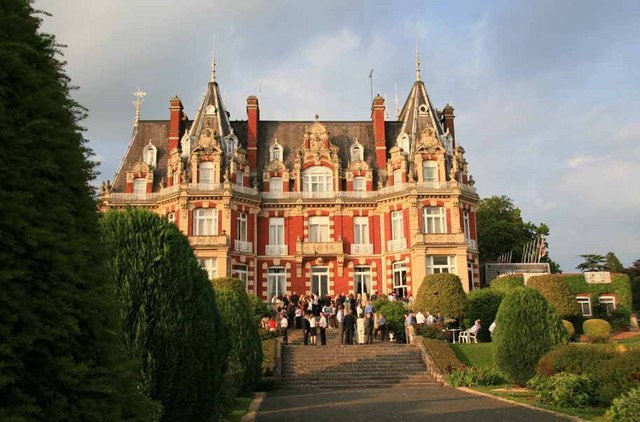
Chateau Impney

Sehenswert ist 1919–1921 erbaute Church of the Sacred Heart and St Catherine of Alexandria (Kirche des Heiligen Herzens und der Heiligen Katharina von Alexandria), eine katholische Kirche, die wegen ihrer außergewöhnlichen reichhaltigen Mosaiken bekannt ist. Der Entwurf der Mosaiken ging auf Gabriel Pippet (* 1880, † 1962) zurück, ausgeführt wurden die Mosaiken durch Maurice Josey und Fred Oates. Pippet war vor allem durch seine Aufenthalte in Ravenna und Rom beeinflusst worden. In der Nähe von Droitwich Spa befindet sich Chateau Impney, ein 1873–1875 durch den lokalen Salz-Magnaten John Corbett für seine Frau erbautes Neorenaissance-Schloss, das heute als Hotel dient.

Überregional bekannt ist der Ort auch durch die in der Nähe gelegenen gleichnamige Sendeanlage für Lang- und Mittelwelle, den Sender Droitwich.

## Söhne und Töchter der Stadt
- Grim Reaper, Heavy-Metal-Band
- John Bickerton (* 1969), Profigolfer
- Julia Jones (* 1961), Dirigentin
- Edward Winslow (* 18. Oktober 1595, † 8. Mai 1655 in der Nähe von Jamaika), einer der Passagiere der Mayflower
- Richard von Chichester (1197/98–1253), Bischof von Chichester, Heiliger

## Städtepartnerschaften
- Bad Ems
- Gyula, Ungarn